# آنتونی جیمز لگت
سر آنتونی جیمز لگت (به انگلیسی: Sir Anthony James Leggett) ‏ (زاده ۲۶ مارس ۱۹۳۸)، معروف به تونی لگت، از سال ۱۹۸۳ استاد فیزیک در دانشگاه ایلینوی بوده‌است.
در سال ۲۰۰۳ برای کمک‌های پیشگام به تئوری ابررسانایی و ابرشاره جایزه نوبل فیزیک به او اعطا شد.

## زندگی
تونی لگت در ۲۶ مارس ۱۹۳۸ در لندن، انگلستان از پدر و مادری ایرلندی‌تبار زاده شد. پدرش از ایرلند به انگلستان مهاجرت کرده بود و به عنوان یک کارمند در کارخانه کشتی‌سازی نیروی دریایی کار می‌کرد.